# Jeeben
Jeeben ist ein Ortsteil der Gemeinde Beetzendorf im Altmarkkreis Salzwedel in Sachsen-Anhalt, Deutschland.

## Geographie
Jeeben, ein Angerdorf mit Kirche, liegt rund acht Kilometer nordwestlich von Klötze und fünf Kilometer östlich der Bundesstraße 248 aus Richtung Brome in Richtung Salzwedel in der Altmark. Im Süden und Westen des Dorfes fließt die Jeetze..
Nachbarorte sind Wohlgemuth im Nordwesten, Beetzendorf im Norden, Poppau im Osten, Bandau und Peertz im Südosten sowie Darnebeck im Südwesten.

## Geschichte

### Mittelalter
Im Jahre 1182 bezeugte ein Framoldus de Jabene die Kirchweihe in Ristedt. Das ist in einer Urkundenkopie aus dem Jahre 1600 überliefert.
Südlich von Salzwedel verliefen Stränge einer alten Handelsstraße. Der für das 12. Jahrhundert belegte Anstieg des Grundwasserspiegels führte zur Verlegung der Furten an die Flussoberläufe. Vermutlich in diesem Zusammenhang sollte an der Jeetze ein Flecken Jeeben entstehen. Darauf deutet die ursprüngliche Bauform der Dorfkirche als dreischiffige Basilika hin, die Seitenschiffe wurden um 1800 wegen Baufälligkeit abgerissen. Die Gründung eines Fleckens kam nicht zustande, es entwickelte sich ein Angerdorf. Wahrscheinlich war Jeeben ein wichtiger Nahmarkt.
Im Jahr 1313 erwähnte das Stadtbuch Salzwedel einen Conrado de Gebene. 1327 hieß es in einer Urkunde: „Ego Gherardus de Walstave sacerdos, plebanus in geben…“ – „Ich, Priester Gerhard von Wallstawe, Pfarrer in Jeeben…“
Im Landbuch der Mark Brandenburg von 1375 ist Jebeo, Zebeo und an anderer Stelle Geben aufgeführt. Das Dorf gehörte den von der Schulenburg. Die Schlossgesessenen hoben die Abgaben der Vollbauern, Kossäten und Mühle. Konrad von Dequede besaß einen Ritterhof. An ihn, einen Bürger in Salzwedel namens Hartwig und den Sankt-Elisabeth-Altar der Sankt-Maria-Kirche zu Altstadt Salzwedel flossen Teile der genannten Hebungen. Die Zahlung von 4 Fuder an Holzkohle zeigte, in den umgebenden Wäldern arbeiteten Köhler. In der Frühneuzeit existierte in Jeeben kein Rittergut mehr.

### Landwirtschaft
Bei der Bodenreform wurden 1945 ermittelt: Eine Besitzung mit 44 Hektar hatte durch Besitz in Lüge zusammen über 100 Hektar, 39 Besitzungen unter 100 Hektar hatten zusammen 613, eine Kirchenbesitzung hatte 51 Hektar Land. Enteignet wurden 61 Hektar, von denen 44,3 Hektar auf 7 Siedler aufgeteilt wurden. 1948 gab es aus der Bodenreform 33 Erwerber, davon 3 Neusiedler. Im Jahre 1955 entstand die erste Landwirtschaftliche Produktionsgenossenschaft vom Typ III, die LPG „Thomas Müntzer“.

### Archäologie
1862 wurde von einem Münzfund auf den Kirchhof von Jeeben berichtet, der 1847 erstmals ans Tageslicht kam. Die 156 Münzen stammten aus dem Ende des 15. und Anfang des 16. Jahrhunderts. Sie gingen teilweise in Privatbesitz über.
Für 1982 ist der Lesefund einer Hammeraxt überliefert, die dem Danneil-Museum in Salzwedel übergeben wurde.
Von einer Siedlung aus spätrömischer Zeit wurden keramische Scherben, eine Feuerstelle und Schlacke geborgen. Die Funde sind verloren gegangen.

### Herkunft des Ortsnamens
Jürgen Udolph meint, der auf die Grundform Jeben oder Geben zurückgehende Ortsname lässt sich gegenwärtig nicht sicher deuten. Heinrich Sültmann erkennt hingegen in 1327 Geben einen wendischen Ortsnamen, „jeivo“ und „jeiven“ steht für „Weide“ und „Weiden“.

### Eingemeindungen
Jeeben gehörte ursprünglich zum Salzwedelischen Kreis der Mark Brandenburg in der Altmark. Von 1807 bis 1808 lag es im Kanton Klötze, anschließend bis 1813 im Kanton Jübar auf dem Territorium des napoleonischen Königreichs Westphalen. Nach weiteren Änderungen kam es 1816 in den Kreis Salzwedel, den späteren Landkreis Salzwedel im Regierungsbezirk Magdeburg in der Provinz Sachsen in Preußen.
Am 20. Juli 1950 wurde die bis dahin eigenständige Gemeinde Darnebeck aus dem Landkreis Salzwedel die Gemeinde Jeeben eingemeindet. Am 25. Juli 1952 wurde die Gemeinde Jeeben in den Kreis Klötze umgegliedert. Am 1. Juli 1994 kam die Gemeinde zum Altmarkkreis Salzwedel.
Durch einen Gebietsänderungsvertrag beschloss der Gemeinderat der Gemeinde Jeeben am 27. Oktober 2008, dass die Gemeinde Jeeben in die Gemeinde Beetzendorf eingemeindet wird. Dieser Vertrag wurde vom Landkreis als unterer Kommunalaufsichtsbehörde genehmigt und trat am 1. Januar 2009 in Kraft.
Nach Eingemeindung der bisher selbstständigen Gemeinde Jeeben wurden Jeeben und Darnebeck Ortsteile der Gemeinde Beetzendorf.

### Einwohnerentwicklung
| Jahr | Einwohner |
| ---- | --------- |
| 1734 | 141       |
| 1774 | 215       |
| 1789 | 227       |
| 1798 | 210       |
| 1801 | 207       |
| 1818 | 198       |

| Jahr | Einwohner |
| ---- | --------- |
| 1840 | 322       |
| 1864 | 336       |
| 1871 | 311       |
| 1885 | 296       |
| 1892 | [00]305   |
| 1895 | 305       |

| Jahr | Einwohner |
| ---- | --------- |
| 1900 | [00]267   |
| 1905 | 275       |
| 1910 | [00]283   |
| 1925 | 289       |
| 1939 | 288       |
| 1946 | 364       |

| Jahr | Einwohner |
| ---- | --------- |
| 1964 | 378       |
| 1971 | 335       |
| 1981 | 285       |
| 1993 | 261       |
| 2006 | 268       |
| 2007 | 277       |

| Jahr | Einwohner |
| ---- | --------- |
| 2015 | [00]194   |
| 2018 | [00]185   |
| 2020 | [00]181   |
| 2021 | [00]182   |
| 2022 | [00]182   |
| 2023 | [0]175    |

Quellen, wenn nicht angegeben, bis 2006:

## Religion
Die evangelische Kirchengemeinde Jeeben gehörte früher zur Pfarrei Jeeben und wird heute betreut vom Pfarrbereich Beetzendorf des Kirchenkreises Salzwedel im Bischofssprengel Magdeburg der Evangelischen Kirche in Mitteldeutschland.
Die ältesten überlieferten Kirchenbücher für Jeeben stammen aus dem Jahre 1629.
Die katholischen Christen gehören zur Pfarrei St. Hildegard in Gardelegen im Dekanat Stendal im Bistum Magdeburg.
Der erste namentlich überlieferte Pastor war anno 1327 der o. g. Gerhard von Wallstawe. Das Niederadelsgeschlecht zählte Anfang des 14. Jahrhunderts zu den einflussreichsten der Vogtei Salzwedel. Es erlitt in den Folgejahren erhebliche wirtschaftliche Einbußen und starb um 1400 aus. 1388 wurde Dietrich Gottschalk als Pfarrer zu Jeeben erwähnt, sein Bruder Hermann in Audorf. Beide stammten aus einer salzwedelischen Ratsfamilie. 1545 bezeugte der hiesige Pfarrer Swyprecht Schulte den Kaufvertrag über einen Hof in Mehmke.

## Politik

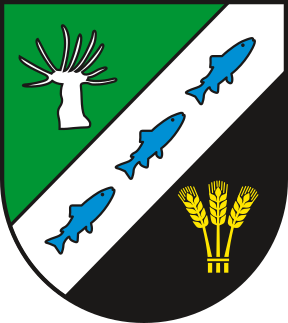
Wappen von Jeeben

### Bürgermeister
Der letzte Bürgermeister der Gemeinde war Klaus Stein.

### Wappen
Das Wappen wurde am 11. Juni 2004 durch das Regierungspräsidium Magdeburg genehmigt.
Blasonierung: „Von Grün und Schwarz schräglinks geteilt, die Teilung belegt mit silbernem Balken; oben eine silberne Kopfweide, unten eine goldene Garbe aus drei Ähren, der Balken belegt mit drei linksgewendeten blauen Fischen.“
Die Farben der Gemeinde – abgeleitet von der Schildfarbe und dem Motiv des heraldisch vornehmsten Feldes – sind Silber (Weiß) und Grün.
Bei dem Entwurf des Wappens hat sich die Gemeinde an einem alten Wappen des Ortsteiles Darnebeck, der am 1. Juli 1950 eingemeindet wurde, orientiert. Dieses Wappen war jedoch offiziell nicht genehmigt. Der Fluss in der Mitte des Wappens stellt den Fischreichtum der Jeetze dar, der die Gemeinde durchfließt. Die Kopfweiden umsäumen die Wiesen entlang der Jeetze. Auf den Feldern wird hauptsächlich Getreide angebaut und die Getreidegarbe symbolisiert die vorherrschende Landwirtschaft.

## Kultur und Sehenswürdigkeiten

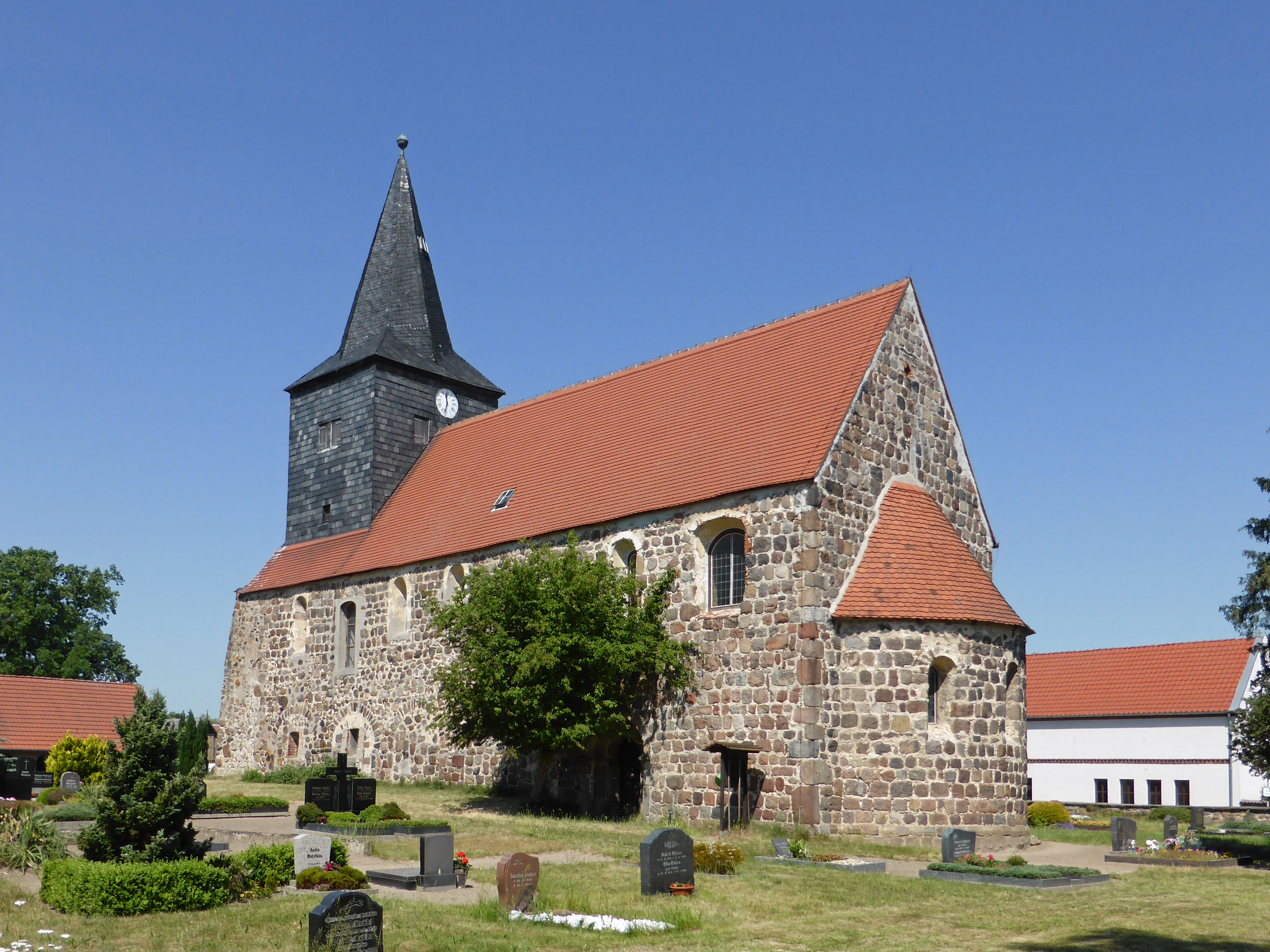
Dorfkirche mit Friedhof in Jeeben

- Die Dorfkirche Jeeben, ein einschiffiger, romanischer Feldsteinbau, steht an der Gabelung der alten Wege von Beetzendorf nach Gardelegen und Kunrau. Der ursprüngliche Westturm wurde wahrscheinlich im 17. Jahrhundert abgerissen. Seitdem stützt die Innenwand eine Schräge. Der heutige Turm über dem Westteil stammt von 1904. Nennenswerte Details sind die vier vermauerten Mittelschiffsarkaden der anfänglichen Basilika, die Fundamentreste und der Ansatz eines Tonnengewölbes auf der Nordseite (wohl von der einstigen Sakristei), die schmalen, rundbogigen Obergaden- und die Apsisfenster. Das Innere ist flach gedeckt, die Apsis von einer Halbkuppel gekrönt.[36][37]
- Die Wassermühle Jeeben liegt im Südwesten des Dorfs an der Jeetze.
- Eine Torscheune, mehrere Bauernhöfe und eine Häusergruppe stehen unter Denkmalschutz.[3]

## Wirtschaft
Im Ort gibt es landwirtschaftliche Betriebe und einen Hofladen.

## Redensart und Reim
Die Redensart

“De is nich van Jeeben, de is van Tangeln.”

„Er nimmt lieber, als er gibt.“

bezieht sich auf die Nachbardörfer Jeeben und Tangeln sowie auf die Verben „jeeben“ (geben) und „tangeln“ (etwas zu ergreifen suchen).
Im Mittelelbischen Wörterbuch ist ein Neckreim zu finden über die Armut, die früher in vielen altmärkischen Dörfern herrschte.

“In Jeeben ist nicht tau leben,
In Grieben ist nicht tau blieben,
In Tangeln ist nichts tau angeln,
In Stapen ist nichts tau rapen,
Poppau liegt mitten in der Welt,
hier wird die Erdachse geschmiert.”

## Anmerkung
1. ↑  
Den Eintrag im Landbuch der Mark Brandenburg unter Jebeo, Zebeo wiesen Johannes Schultze und Peter P. Rohrlach dem Dorf Jeeben zu, hingegen sahen Wilhelm Zahn und Joachim Stephan dort Jeebel (Ortsteil von Salzwedel).